# Robert E. Cornish
Robert E. Cornish (San Francisco, 21 dicembre 1903 – San Francisco, 6 marzo 1963) è stato un biologo e scrittore statunitense.

## Biografia
Cornish fu un bambino prodigio. Si laureò con lode all'Università della California - Berkeley all'età di 18 anni e completò il dottorato di ricerca all'età di 22 anni. Lavorò a vari progetti, tra cui relativo alla possibilità di leggere i giornali sott'acqua, con lenti speciali. Nel 1932 si interessò all'idea di poter restituire la vita ai morti. Strumento fondamentale di questa ipotetica procedura era un'altalena utilizzata per far scorrere nuovamente il sangue nei pazienti recentemente deceduti, mentre una miscela di adrenalina e anticoagulanti veniva iniettata nel loro sistema circolatorio. 
Nel 1933 tentò di rianimare le vittime di infarto, annegamento e folgorazione con la sua altalena, ma non ebbe successo. Cornish decise di perfezionare il suo metodo sugli animali e riuscì a rianimare due cani (Lazarus IV e V) dichiarati clinicamente morti. Poiché i suoi esperimenti ebbero, a suo dire, successo sui cani, Cornish desiderò espandere i suoi test clinici sull'uomo. 
Thomas McMonigle, condannato a morte detenuto nella prigione di San Faustino in California, contattò Cornish, offrendo il suo stesso corpo per una possibile rianimazione dopo l'esecuzione. Lo Stato della California rifiutò questa richiesta, a causa della preoccupazione per il fatto che un assassino rianimato avrebbe dovuto essere liberato, in base al principio secondo cui, per la legge americana, nessuno può essere processato due volte per lo stesso crimine. Dopo il diniego della richiesta, McMonigle fu giustiziato nella camera a gas di San Faustino il 20 febbraio 1948.

## Pubblicazioni
- Vitamin and Mineral Deficiencies (1943)

## Nella cultura popolare
- Cornish ha interpretato se stesso nel film del 1935 Life Returns, basato sulla storia dei suoi controversi esperimenti.
- La storia dei suoi controversi esperimenti è stata descritta in un episodio del 2012 di Dark Matters: Twisted But True.
- Il film del 2015 The Lazarus Effect è basato sui suoi esperimenti.
- Il coreografo italiano Fredy Franzutti crea, nel 2022 per il Balletto del Sud, una coreografia dal titolo Effetto Lazarus, dedicata agli studi di Robert E. Cornish, sulle note della danza macabra di Camille Saint-Saëns.